# Steeve Beusnard
Steeve Beusnard (sinh ngày 27 tháng 6 năm 1992) là một cầu thủ bóng đá chuyên nghiệp người Pháp thi đấu ở vị trí tiền vệ cho Pau FC.

## Sự nghiệp câu lạc bộ
Beusnard có màn ra mắt chuyên nghiệp cho Béziers trong chiến thắng 2–0 tại Ligue 2 trước AS Nancy vào ngày 27 tháng 7 năm 2018. Vào tháng 7 năm 2019 anh rời Béziers và đầu quân cho Gazélec Ajaccio. Vào tháng 12 năm 2019, do chấn thương và vấn đề gia đình, anh đồng ý hủy bỏ hợp đồng đôi bên với Gazélec Ajaccio, và sau đó kí hợp đồng với Pau FC.